# Даа, Людвиг Людвигсен
Людвиг Людвигсен Даа (норв. Ludvig Daae; 7 декабря 1834, Аремарк, Эстфолл  — 17 марта 1910, Христиания) — норвежский историк, писатель
, педагог, профессор Университета Осло.

## Биография
Сын  священника.
До 1852 года обучался в Соборной школы Христиании. Затем до 1859 года изучал классическую филологию в Университете Христиании (ныне Университет Осло). В 1872-1880 годах работал учителем истории в военной школе.
Более тридцати лет с 1876 по 1910 год был профессором истории  Университета Христиании. Его преемником стал Хальвдан Кут. 
Вместе с Эрнстом Сарсом принадлежал к поколению первых исследователей «датского периода». 
Как историк, в первую очередь интересовался историей Норвегии во время союза с Данией, занимался также крестовыми походами, историей папства, эпохой Реформации и гуманизма. Опубликовал ряд исторических работ, а также статей в газетах и журналах. Среди прочих в 1880 году написал биографию писателя и драматурга Людвига Хольберга, а в 1899 году опубликовал издание дневников Клауса Павла за период с 1817 по 1822 год. 
Издал свои личные мемуары в 1888-1893 и 1901 годах.
Был членом Норвежской академии наук  с 1864 года, Королевского норвежского научного общества с 1871 года, Королевского общества наук в Уппсале и многих других зарубежных исторических обществ. в 1879 году стал почётным доктором Копенгагенского университета.